# Bulbul ullvermell africà
El bulbul ullvermell africà (Pycnonotus nigricans) és una espècie d'ocell de la família dels picnonòtids (Pycnonotidae). Es troba a Angola, Botswana, Lesotho, Namíbia, Sud-àfrica, Zàmbia i Zimbàbue. Els seus hàbitats principals són la sabana seca, els matollars secs tropicals i subtropicals, les zones riberenques i els jardins rurals. El seu estat de conservació es considera de risc mínim.